# Schlacht an den Reata-Latema-Bergen
1914

Maziúa – Njassasee – Karonga – Sansibar – Rufijidelta – Kilimandscharo – Tanga
1915

Jassini – Bukoba – Tanganjikasee  – Saisi
1916

Oldoboro (Salaita) – Reata-Latema – Tabora Offensive (Tabora) – Kahe – Kondoa Irangi – Matamondo – Kilosa – Mlali – Dutumi – Kisaki – Kibata
1917

Behobeho – Nambanje – Kiawe Brücke – Rumbo – Mahiwa – Mahenge – Ngomano – Mkula
1918

Namacurra – Lioma – Pere Hills
Die Schlacht an den Reata-Latema-Bergen, auch Schlacht am Latema Nek, war eine militärische Auseinandersetzung zwischen Truppen des British Empire und dem Deutschen Reich während des Ersten Weltkrieges. Sie fand am 11. und 12. März 1916 südwestlich des ostafrikanischen Ortes Taveta (heute in Kenia) statt und endete mit einem alliierten Sieg.

## Hintergrund
Knapp einen Monat zuvor war es zum Gefecht am Oldorobo gekommen, bei dem eine Übermacht alliierter Truppen gescheitert war, die Deutschen aus Taveta zu vertreiben, da die deutschen Stellungen, gut ausgebaut und getarnt, nicht ausreichend hatten erkundet werden können. Anfang März 1916 beobachteten deutsche Aufklärer starke feindliche Kolonnen, die sich aus nordöstlicher Richtung Taveta näherten. Durch dieses Umgehungsmanöver musste die Stellung am Oldorobo-Hügel und in Taveta aufgegeben werden. Oberst Paul von Lettow-Vorbeck, der Kommandeur der Schutztruppe, zog daraufhin seine Truppen auf die Raeta-Latema-Berge zurück, die sich etwa 5 Kilometer südwestlich von Taveta befinden. Die Berge (eher Hügel) liegen zu beiden Seiten der Bahnlinie Taveta–Kahe und boten ähnliche gute Verteidigungsbedingungen wie beim Oldorobo: gute Sicht in die Savanna und wenig Deckungsmöglichkeiten für Angreifer.
Für die Truppen der Entente markierte das Jahr 1916 den Beginn ihrer Offensiven, um Deutsch-Ostafrika einzunehmen. Der südafrikanische Generalleutnant Jan Smuts war mit der Invasion aus Richtung Britisch-Ostafrika betreut und beauftragte Brigadier General Wilfrid Malleson, Taveta einzunehmen und dann weiter vorzurücken. Malleson war im Februar 1916 mit seiner Offensive am Oldorobo gescheitert und hatte sich vorerst zurückziehen müssen. Mit der Umgehung des Oldorobo hatte er einen taktischen Vorteil errungen, sah sich nun jedoch mit den eingegrabenen Deutschen auf den Raeta-Latema-Bergen einer ähnlichen Situation ausgesetzt.

## Aufstellung

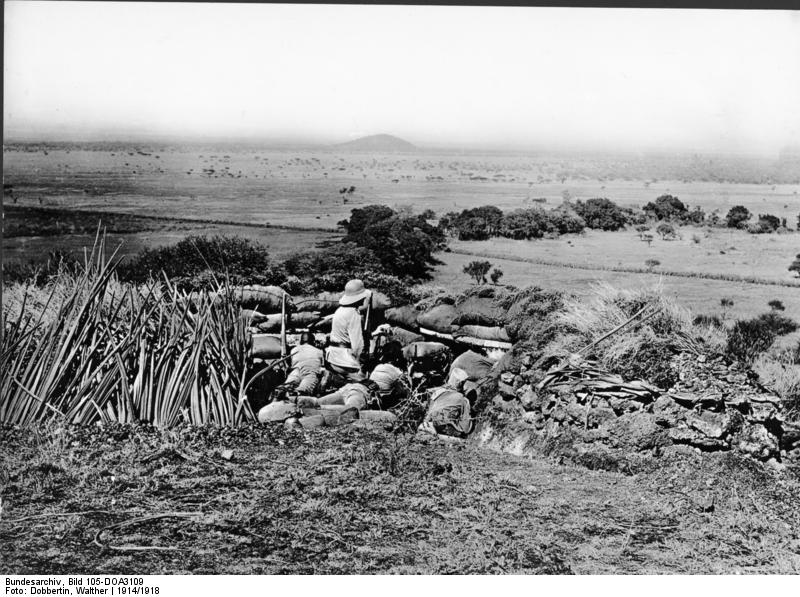
Beispiel einer gut getarnten deutschen Stellung mit guter Sicht über die Savanne in Ostafrika.

### Schutztruppe
Von Lettow-Vorbeck hatte Major Kraut mit seiner Abteilung mit der Verteidigung der Hügelkette zu beiden Seiten der Bahnlinie beauftragt. Eine Abteilung unter Hauptmann Schulz wurde mit der Sicherung des Berges nördlich des Latemas beauftragt, um eine Umgehung durch die Briten zu verhindern. Zwischen diesem Berg und des Kilimandscharos liegt der Mamba-Hügel, mit dessen Sicherung die Abteilung von Hauptmann Stemmermann beauftragt war und die äußerste linke deutsche Flanke darstellte. Obwohl die Deutschen den Vorteil hatten, den Gegner von Hügeln in ausgebauten Stellungen auffangen zu können, standen ihnen nicht genügend Männer zur Verfügung, um die etwa 20 km breite Front effektiv zu verteidigen. Die Masse der deutschen Verteidiger (1400 Mann) stand an den Reata-Latema-Bergen, während 600 die linke Flanke nördlich der Hügel deckte. 3 km hinter der Hauptkampflinie hatte von Lettow-Vorbeck bei Himo die Reserve aufgestellt.

### British Empire
Brigadier General Malleson standen folgende Einheiten zur Verfügung: 1. Ostafrikanische Infanteriebrigade, bestehend aus Belfield's berittener Scouts, einer berittenen Kompanie Infanterie, 6. und 8. Feldgeschützbatterie, 134. (Cornwall) schwere Haubitzenbatterie, 2. Rhodesisches Regiment, 3. Bataillon der King’s African Rifles (KAR), 130. Bataillon der King George’s Own Baluchis (Britisch-Indische Armee) und eine Maschinengewehr-Kompanie, zusammen etwa 3000 Mann.
Im weiteren Verlauf der Schlacht stießen das 5. und 7. südafrikanische Infanterieregiment sowie die 5. und 9. Feldgeschützbatterie hinzu, als Reserve diente das 8. südafrikanische Infanterieregiment, zusammen etwa 2500 Mann.

## Die Schlacht

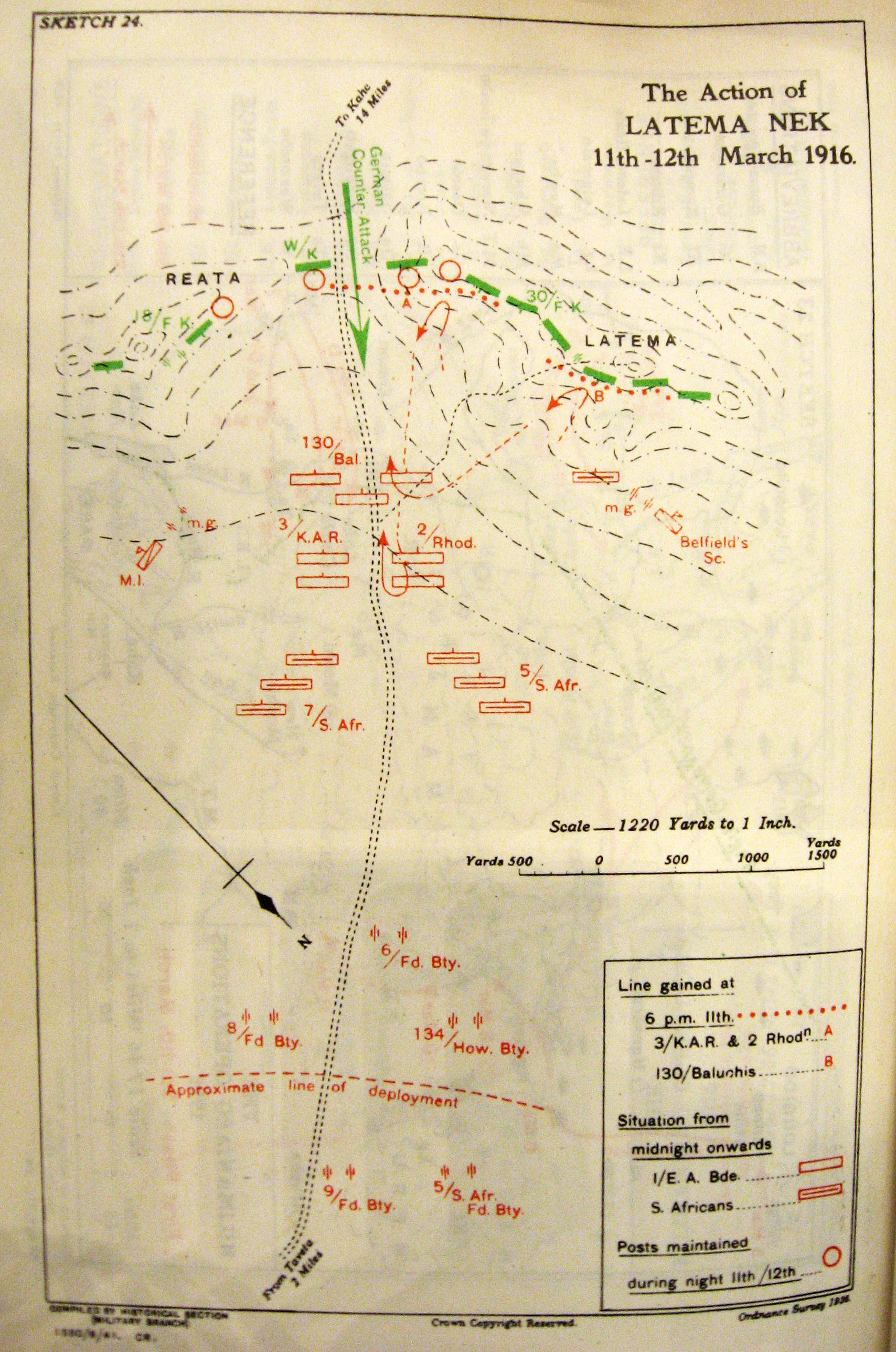
Kartenübersicht über das Kampfgebiet um Taveta und die Reata-Latema-Berge.

Am 10. März setzten die Briten mehrere berittene Abteilungen ein, um die deutschen Stellungen aufzuklären. Die Einheiten zu jeweils 50 Mann näherten sich, saßen ab und gingen zu Fuß auf die Deutschen vor, bis diese das Feuer eröffneten. Da diese Aufklärung sich entlang der ganzen Front wiederholte erwarteten die Deutschen einen baldigen Angriff. Unklar war den Deutschen, an welcher Stelle die Briten angreifen würden. Aus seiner bisherigen Erfahrung mit dem Gegner entschloss sich von Lettow-Vorbeck, die Stellung an den Reata-Latema-Höhen mit zwei weiteren Kompanien unter Hauptmann Koehl zu verstärken.

### 11. März

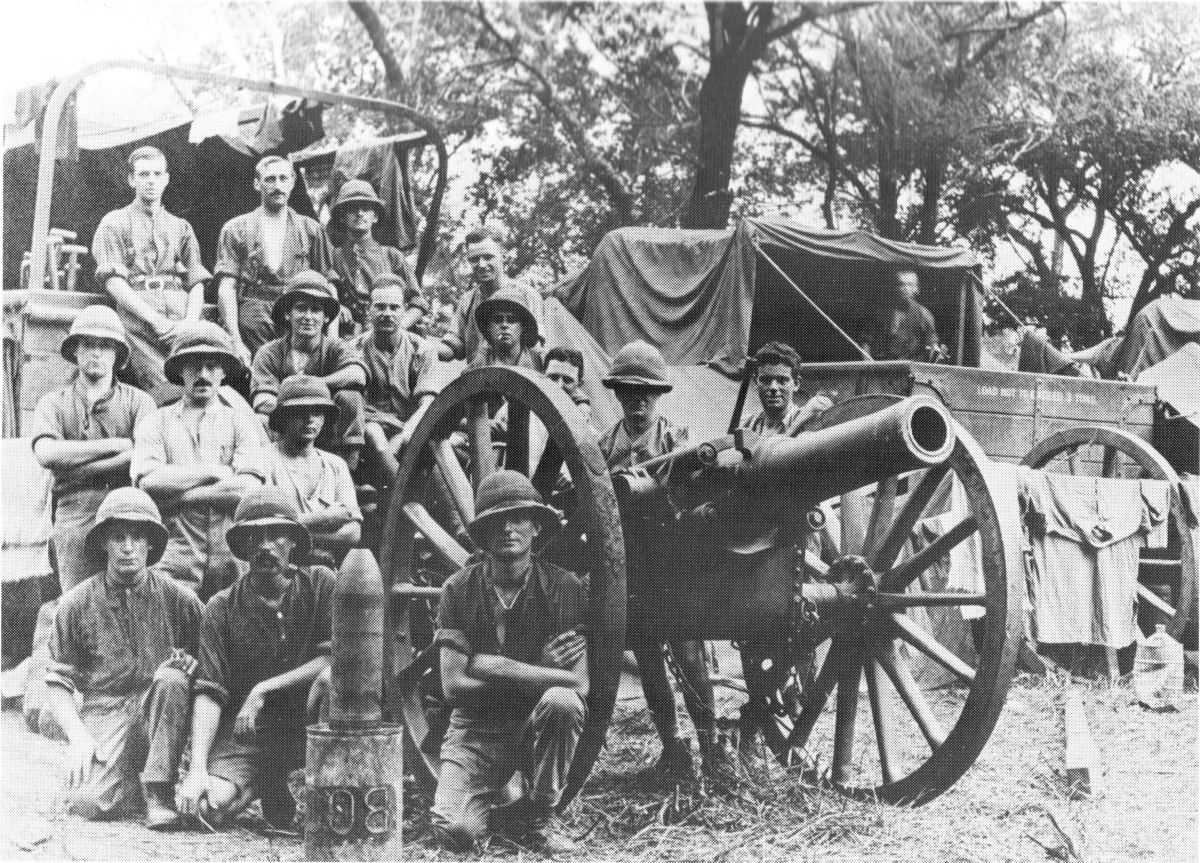
Kanoniere der 134. (Cornwall) schweren Haubitzenbatterie mit ihrem BL 5.4 inch Howitzer.

#### Erster Angriff
Früh am Morgen bewegten sich starke feindliche Kräfte auf die Reata-Latema-Höhen zu. Während die britische Artillerie aus 3000 Meter Entfernung die Hügel mit starkem Feuer belegte, mussten sich die deutschen Kanoniere aus Munitionsmangel zurückhalten und auf günstige Ziele warten. Gegen 11:45 Uhr griff die britische Infanterie die deutschen Stellungen an. In vorderster Front standen die Baluchis und die KAR, dahinter die Rhodesier. Die deutsche Artillerie eröffnete das Feuer auf den Gegner, unterstützt von Gewehr- und Maschinengewehrfeuer. In dem ungeschützten Gelände nahmen die britischen Verluste schnell zu, was zu einem allgemeinen Rückzug führte.
Als sich ein erneuter Rückschlag für Malleson abzeichnete gab er wegen Krankheit sein Kommando ab. Daraufhin übernahm, durch General Smuts bestätigt, Brigadier General Tighe das Kommando.

#### Zweiter Angriff
Von Lettow-Vorbeck, der sich in rückwärtiger Stellung befand, erhielt inzwischen Meldung, dass weiter nördlich sich große Reitermassen auf den deutschen linken Flügel zu bewegten. Die 11. Kompanie unter Stemmermann verhindert zunächst ein weiteres Vorrücken dieser Reiter.
Gegen 16:00 Uhr erhielt von Lettow-Vorbeck telefonisch von Major Kraut die Meldung, dass sich ein erneuter, großer britischer Frontalangriff auf die Reata-Latema-Höhen abzeichnete. Von Lettow-Vorbeck gab Stemmermann Befehl, sich auf die Linie Taveta-Kahe zurückzuziehen, da mit einem Durchbruch bei Reata-Latema gerechnet werden müsse und Stemmermann Gefahr lief, abgeschnitten zu werden.
Brigadier General Tighe ließ das 5. südafrikanische Infanterieregiment sowie die 5. und 9. Feldgeschützbatterie nachrücken und begann ab 17:00 Uhr den nächsten Angriff auf die Hügel. Dieses Mal gingen die Rhodesier in der Mitte vor, flankiert durch die Baluchis auf der rechten und die KAR auf der linken Seite. Wieder geriet der Angriff ins Stocken und die Verluste stiegen an, darunter der Kommandeur der KAR, Oberstleutnant B.R. Graham. Einige wenige Angreifer konnten sich am Fuße der Hügel festsetzen, kamen aber nicht weiter. Tighe ließ nun das 5. südafrikanische Infanterieregiment die Linie verstärken, doch der Angriff war auf ganzer Breite erlahmt: die Briten mussten sich erneut zurückziehen.
Nach diesem erneuten Rückzug verstärkte General Smuts die Angreifer erneut und unterstellte Tighe das 7. südafrikanische Infanterieregiment, das gegen 20:00 Uhr an der Frontlinie eintraf. Da die beiden südafrikanischen Regimenter bisher noch nicht an den Kämpfen teilgenommen hatten, teilte Tighe sie für den kommenden, dritten Angriff als Angriffsspitze ein: sie sollten bei Beginn der Nacht mit aufgepflanztem Bajonett die deutschen Stellungen stürmen.

#### Dritter Angriff
Gegen 21:15 Uhr begann der dritte Angriff. Das 5. südafrikanische Infanterieregiment stand in erster Linie, dicht gefolgt vom 7. südafrikanischen Infanterieregiment. Die Soldaten des zweiten Angriffs, die sich am Fuße des Hügels hatten festsetzen, aber nicht zurückziehen hatten können, beteiligten sich am Angriff ihrer Kameraden. Inzwischen war die Dunkelheit angebrochen und die Südafrikaner konnten sich auf der jeweiligen Ostseite beider Hügel festsetzen. Lediglich in der Mitte, im sogenannten Nek, gab es kein Durchkommen. Tighe, der von der aktuellen Position seiner Truppen nichts wusste, befürchtete hohe Verluste und befahl gegen 4:20 Uhr morgens den Rückzug. Wegen der Dunkelheit konnte der Befehl nicht an alle Trupps weitergegeben werden und so blieben die Einheiten die Nacht über, wo sie waren.

### 12. März
Major Kraut hatte sich während der Nacht mit seinen Männern an den Südwesthang des Reataberges zurückgezogen. In der Morgenfrühe des 12. März besetzten die Deutschen ihre Stellungen auf der Hügelkuppe. Lettow-Vorbeck traf gegen 6:00 Uhr am Reataberg ein und erkannte, dass die Stellung an den Reata-Latema-Bergen wegen der ungeschützten linken Flanke auf Dauer nicht mehr zu halten war. Des Weiteren war an den Reata-Latema-Bergen keine Wasserquelle vorhanden und selbiges musste aus rückwärtiger Stellung herangebracht werden. Lettow-Vorbeck beschloss, die Stellung zu räumen und leitete einen geordneten Rückzug an.
Bei Tagesanbruch entdeckten die Briten, dass die deutschen Stellungen auf beiden Hügeln verlassen waren. Zur Sicherung der Position wurde das 8. südafrikanische Infanterieregiment vorgeschickt. Die Schlacht war für die Briten gewonnen.

## Ausgang

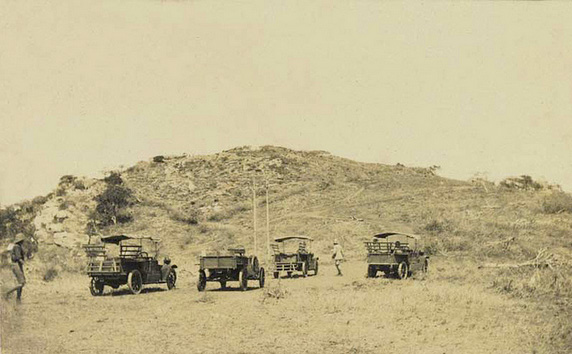
Britische Fahrzeuge vor dem Latema-Hügel direkt nach der Schlacht.

Die Schutztruppe hatte etwa 70 Mann Verluste erlitten, während die Briten etwa 270 Tote, Verwundete und Vermisste beklagten.
Die Deutschen zogen sich geordnet Richtung Kahe zurück während die britischen Truppen ihnen stetig in breitgefächerter Front folgten.

## Folgen
Lettow-Vorbecks Optionen wurden wegen des Rückzuges aus Taveta und dem alliierten Vordringen aus mehreren Richtungen geringer, doch wollte er seine Rückzugsmöglichkeiten offenhalten. Wenige Tage später kam es zur Schlacht um Kahe.